# Pedersöre härad
Pedersöre härad är ett härad i Österbotten, tidigare i Vasa respektive Västra Finlands län.
Ytan (landsareal) var 1910 6938,4 km²; häradet hade 31 december 1908 62.911 invånare med en befolkningstäthet av 9,1 inv/km².

## Ingående kommuner
De ingående landskommunerna var 1910 som följer:
- Esse, finska: Ähtävä
- Gamlakarleby landskommun, finska: Kokkolan maalaiskunta
- Halso, finska: Halsua
- Himango, finska: Himanka
- Kannus
- Kaustby, finska: Kaustinen
- Kelviå, finska: Kälviä
- Kronoby, finska: Kruunupyy (Kronuunkylä)
- Larsmo, finska: Luoto
- Lestijärvi
- Lochteå, finska: Lohtaja
- Nedervetil, finska: Alaveteli
- Pedersöre, finska: Pietarsaaren maalaiskunta, från 1990 Pedersören kunta
- Perho
- Purmo
- Terjärv, finska: Teerijärvi (Tervajärvi)
- Toholampi
- Ullava
- Vetil, finska: Veteli

Sedan häradsreformen består häradet av Jakobstads och Nykarleby städer samt Kronoby, Larsmo och Pedersöre kommuner.